# 三体 (漫画)
《三体》是一部由幻创未来创作的漫画，改编自作家刘慈欣创作的同名科幻小说，第一部共61话，于腾讯动漫连载。其后更改编成动态漫画。《三体》漫画于2023年1月印刷出版，第一部共10册，由果麦文化出品，由浙江文艺出版社出版。

## 製作
- 出品方：幻创未来、腾讯动漫、八光分、波洞星球
- 作者：幻创未来
- 项目统筹：戴浩然
- 责任编辑：彭思博
- 漫画编辑：戈闻頔
- 漫画脚本：蔡劲、开曙
- 主笔：草祭九日东
- 助理：小弦鱼、Cocoon、萌斯塔、夏鸣、坐南向北

## 动态漫画
《三体》动态漫画根据《三体》漫画改编，由李炴执导，由大鹿角（北京）文化传媒有限公司制作。动态漫画第一季标题为〈地球往事（上）〉。

### 音樂
| 性質   | 歌名     | 作曲   | 作詞 | 編曲    | 演唱者 |
| ------ | -------- | ------ | ---- | ------- | ------ |
| 主題曲 | 谜空     | 邓伊伦 | 梅真 | SoulKin | 尚雯婕 |
| 片尾曲 | 黑暗战役 | 王利夫 | -    | -       | -      |